# Upsilon1 Centauri
Pour les articles homonymes, voir Upsilon Centauri.
Désignations
Upsilon1 Centauri (υ1 Cen, υ1 Centauri) est une étoile de la constellation du Centaure. Sa magnitude apparente est de +3,87. D'après la mesure de sa parallaxe annuelle par le satellite Hipparcos, elle est située à environ ∼ 427 a.l. (∼ 131 pc) de la Terre. Elle s'éloigne du système solaire à une vitesse radiale d'environ +5 km/s.
υ1 Centauri est une étoile bleue-blanche de type spectral B2IV-V, ce qui indique que son spectre montre à la fois des traits d'une étoile sur la séquence principale et d'une sous-géante plus évoluée. Elle est 8 fois plus massive que le Soleil et son âge est d'environ 13 millions d'années. Son rayon est 7,9 fois plus grand que le rayon solaire, elle est près de 1 900 fois plus lumineuse que le Soleil et sa température de surface est de 21 411 K.
L'étoile est membre du groupe Haut-Centaure Loup de l'association Scorpion-Centaure, qui est l'association d'étoiles massives de types O et B la plus proche du Système solaire.